# 箆津信清
箆津 信清（のつ のぶきよ）は、室町時代頃の伯耆国の武士。国人・箆津氏の一族で箆津豊後守の子孫。

## 経歴
伯耆八橋郡石井垣城主と考えられ、箆津氏の中では箆津敦忠以外に名前の分かっている唯一の人物でもある。

### 東伯郡誌に見える記述
箆津氏の中では名前の分かっている数少ない人物である信清だがその経歴については全くの不明である。唯一、明治40年（1906年）に出された「東伯郡誌」に応永8年（1401年）、退休寺領を増やして殿堂を改築、七堂伽藍を建立したとの記述が見えるのみである。